# رضا ضراب
رضا ضراب (بالفارسية: رضا ضراب)‏ (12 سبتمبر 1983 في تبريز - ) رائد أعمال، وشخصية أعمال من إيران.